# Triaenodes ignitus
Triaenodes ignitus là một loài Trichoptera trong họ Leptoceridae. Chúng phân bố ở miền Tân bắc.